# المذنب العظيم لعام 1843
كان المذنب العظيم لعام 1843 ، والمعروف رسميًا باسم C / 1843 D1 و 1843 I ، مذنبًا طويل الذيل أصبح لامعًا جدًا في مارس 1843 (يُعرف أيضًا باسم مذنب مارس العظيم ). تم اكتشافه في 5 فبراير 1843 وسرعان ما اشتد سطوعه ليصبح مذنبًا عظيمًا . كان أحد مذنب راعي الشمس Sungrazer، وهي عائلة من المذنبات ناتجة عن تفكك مذنب رئيسي ( X / 1106 C1 ) إلى أجزاء متعددة في حوالي عام 1106. تمر هذه المذنبات تقترب كثيرا من الشمس - في حدود عدة من أنصاف الأقطار الشمسية - وغالبًا ما تصبح شديدة السطوع نتيجة لإقترابها الشديد من الشمس.

## الحضيض الشمسي
لوحظ المذني العظيم لأول مرة في أوائل فبراير 1843 ، وسار نحو نقطة حضيض من الشمس قريبة بشكل لا يصدق، فقد كانت أقل من 830.000 كم في 27 فبراير 1843 . في هذا الوقت شوهد في وضح النهار على بعد درجة تقريبًا من الشمس . ومر بالقرب من الأرض في 6 مارس 1843 ، وكان في أعظم تألق له في اليوم التالي. لسوء الحظ بالنسبة للمراقبين شمال خط الاستواء ولكن كانت أفضل رؤيته له في ذروته من نصف الكرة الجنوبي . شوهد آخر مرة في 19 أبريل 1843. في ذلك الوقت، كان هذا المذنب قد مر بالقرب من الشمس أكثر من أي جسم آخر معروف.

## الذيل

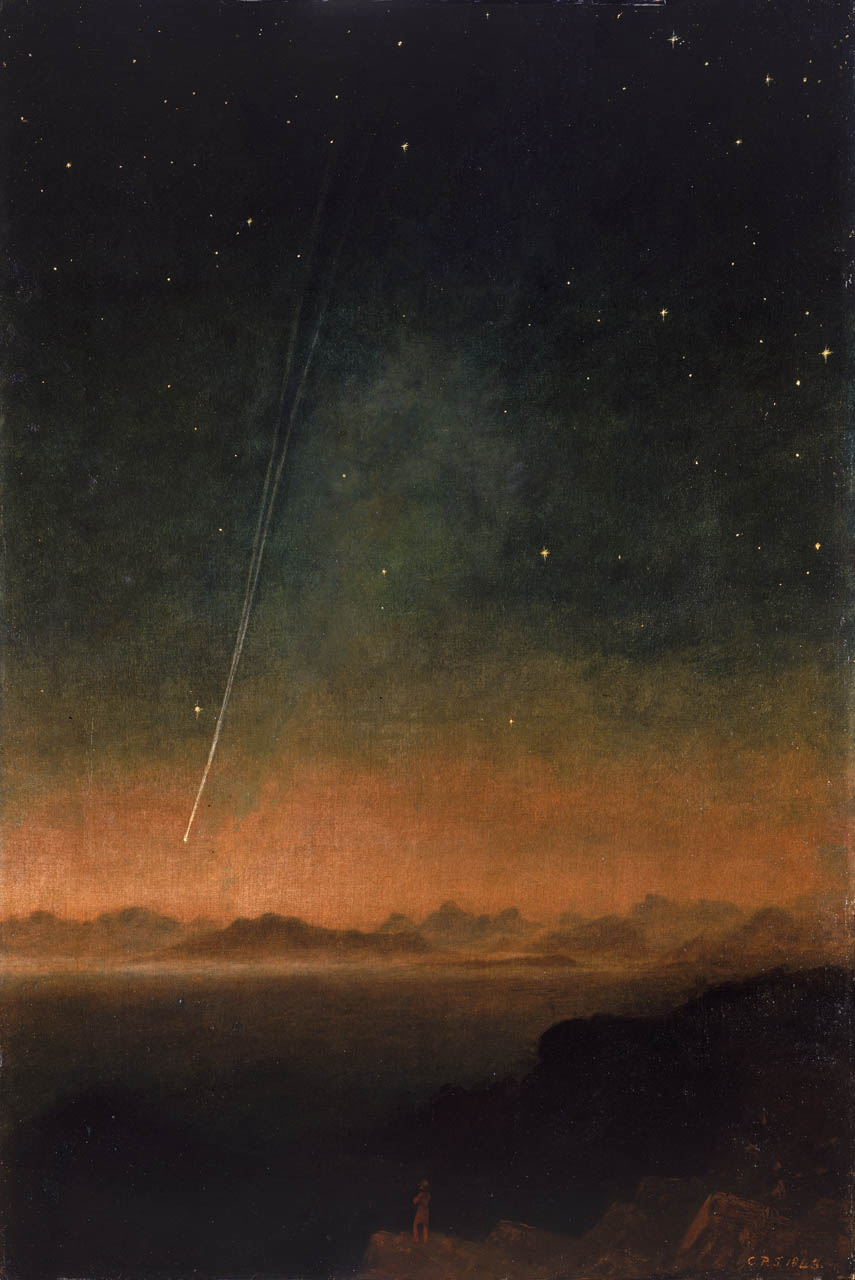
تشارلز بياتزي سميث: المذنب العظيم عام 1843

أظهر المذنب العظيم لعام 1843 ذيلًا طويلًا للغاية أثناء وبعد مروره بالحضيض الشمسي . وبطول أكثر من وحدتين فلكيتين، كان أطول ذيل مذنب معروف، حتى أظهرت القياسات في عام 1996 أن ذيل المذنب هياكوتاكي يبلغ ضعف طول ذيل المذنب العظيم 1843 تقريبًا. توجد لوحة في المتحف البحري الوطني أنشأها عالم الفلك تشارلز بياتزي سميث له. الغرض من اللوحة هو إظهار السطوع الكلي وحجم ذيل المذنب.

## المدار
اختلفت تقديرات الفترة المدارية للمذنب من 512 ± 105 سنوات (عمل كروتز الكلاسيكي من عام 1901) ، و 654 ± 103 أعوام (حل Chodas2008 غير مقيد) (ملحوظة: الرقم الأول أعلاه يعطي زمن الدورة والرقم الثاني يعطي حدود الخطأ في التقدير ) ، و كان تقدير عامًا (حل JPL Horizons barycentric نحو 688 عام في 1852) ، و 742 عامًا (حل Chodas2008 القسري بناءً على صفات مفترضة للمذنب X / 1106 C1). لكن لم يُرصد المذنب إلا على مدار 45 يومًا من 5 مارس إلى 19 أبريل، وتعني الشكوك أنه من المحتمل أن يكون له فترة مدارية من 600 إلى 800 عام.
ملحوطة: نصف المحور الرئيسي 78 وحدة فلكية وليست 526478 المكتوب في القائمة .

## تصوير موسيقي
قام الملحن المكسيكي لويس باكا بتأليف رقصة الفالس للبيانو، El cometa de 1843. وظهرت على أنها اللحن رقم 13 لـلفرقة الموسيقية Instructor filarmónico ، Periódico semanario music ، Tomo primero (المكسيك، 1843)

## روابط خارجية
- "Der Komet" في Illustrite Zeitung ، 1843 (الألمانية مع رسم واحد)
- C/1843 D1 </img>
- أورلون بيترسون، "المذنبات العظيمة في التاريخ" (تم الوصول إليه في 2/7/06)
- دونالد يومانس، "المذنبات العظيمة في التاريخ" (تم الوصول إليه في 21/7/2008)
- C / 1843 D1 (مذنب مارس العظيم) ، cometography.com
- "رأيت نجم مذنب مشتعلًا. . . " سجل لسفينة صيد الحيتان الجديدة بيدفورد واشنطن ، 6 مارس 1843 ، جمعية نانتوكيت التاريخية
- المدرس filarmónico ، موسيقى periòdico semanario الموسيقية، Tomo primero ، الصفحة 53 ؛ تمت ترقيمها بواسطة مكتبة جايلورد الموسيقية، جامعة واشنطن في سانت لويس